# Patrick Bolger
Patrick John Bolger (31 de enero de 1948-10 de septiembre de 2024) fue un deportista canadiense que compitió en judo. Ganó una medalla de plata en los Juegos Panamericanos de 1967, en la categoría de –63 kg.

## Palmarés internacional
| Juegos Panamericanos | Juegos Panamericanos | Juegos Panamericanos | Juegos Panamericanos |
| Año                  | Lugar                | Medalla              | Categoría            |
| -------------------- | -------------------- | -------------------- | -------------------- |
| 1967                 | Winnipeg (Canadá)    | Medalla de plata     | –63 kg               |